# Lista do Património Cultural Imaterial que necessita de medidas urgentes de salvaguarda

Logótipo do programa Património Cultural Imaterial da Humanidade da UNESCO.

A Lista do Património Cultural Imaterial que necessita de medidas urgentes de salvaguarda da UNESCO é um programa que tem como objetivo garantir a salvaguarda do património cultural imaterial de culturas diversas do planeta e a consciência da sua importância.

## Critérios de classificação
Esta lista é composta por elementos do património cultural imaterial que as comunidades e os Estados consideram necessitar de medidas de salvaguarda urgentes. Os critérios de inscrição na Lista de Salvaguarda Urgente exigem que nos expedientes de candidatura seja demonstrado que o elemento proposto para uma inscrição na lista de salvaguarda urgente reúne todos os critérios seguintes:
- U.1. O elemento é património cultural imaterial, tal como define o Artigo 2 da Convenção.
- U.2:

a. O elemento necessita de medidas urgentes de salvaguarda porque a sua viabilidade corre perigo apesar dos esforços da comunidade, do grupo ou, se procedente, dos individuos e Estado(s) Parte(s) interessados;
b. O elemento necessita de medidas de salvaguarda de extrema urgência porque enfrenta graves ameaças devido às quais não é expectável que subsista sem as correspondentes medidas imediatas de salvaguarda.
- U.3. Foram elaboradas medidas de salvaguarda que poderão permitir à comunidade, grupo ou indivíduos interessados continuar a praticar e transmitir o elemento.
- U.4. A proposta de inscrição do elemento foi apresentada com a participação mais ampla posdível da comunidade, grupo ou indivíduos interessados e com o seu consentimento livre, prévio e informado.
- U.5. O elemento figura num inventário do património cultural imaterial presente no(s) território(s) do(s) Estado(s) Parte(s) solicitante(s), no sentido do Artigo 11 e do Artigo 12 da Convenção.
- U.6. Em casos de extrema urgância, foram consultados o(s) Estado(s) Parte(s) interessado(s) acerca da inscrição do elemento no que respeita ao parágrafo 3 do Artigo 17 da Convenção.

## Elementos da Lista do Património Cultural Imaterial que necessita de medidas urgentes de salvaguarda
| Estado membro          | Elemento | Ano de inscrição | Referência |
| ---------------------- | --- | ---------------- | ---------- |
| Argélia                | Conhecimentos e técnicas dos medidores e mestres de água das foggaras do Tuat e Tidikelt                                        | 2018             | [ 2 ]      |
| Azerbaijão             | Chovkan: jogo equestre tradicional com cavalos carabaques na República do Azerbaijão                                            | 2013             | [ 3 ]      |
| Azerbaijão             | Yalli (kochari/tenzere), danças em grupo tradicionais de Nakichevan                                                             | 2018             | [ 2 ]      |
| Bielorrússia           | Rito dos Zares de Kalyady (Zares de Natal)                                                                                      | 2009             | [ 4 ]      |
| Botswana               | Artesanato de terracota no Distrito de Kgatleng (Botswana)                                                                      | 2012             | [ 5 ]      |
| Botswana               | ‘Dikopelo’, música tradicional dos bakgatla ba kgafela do distrito de Kgatleng                                                  | 2017             | [ 6 ]      |
| Brasil                 | Yaokwa, ritual do povo enawene nawe para a manutenção da ordem social e cósmica                                                 | 2011             | [ 7 ]      |
| Camboja                | Chapei dang veng | 2016             | [ 8 ]      |
| Camboja                | Lkhon khol do monsteiro budista de Wat Svay Andet                                                                               | 2018             | [ 2 ]      |
| China                  | Desenho e técnicas tradicionais chinesas de construcção de pontes com arcadas de madera                                         | 2009             | [ 9 ]      |
| China                  | Festa de Ano Novo dos qiang | 2009             | [ 10 ]     |
| China                  | Técnicas têxteis tradicionais dos li: fiação, tingimento, tecelagem e bordado                                                   | 2009             | [ 11 ]     |
| China                  | Meshrep | 2010             | [ 12 ]     |
| China                  | Imprensa chinesa de caracteres móveis de madeira                                                                                | 2010             | [ 13 ]     |
| China                  | Técnica de fabrico de compartimentos estanques dos juncos chineses                                                              | 2010             | [ 14 ]     |
| China                  | Yimakan, arte narrativa dos hezhen                                                                                              | 2011             | [ 15 ]     |
| Colômbia               | Vallenato, música tradicional de Magdalena Grande                                                                               | 2015             | [ 16 ]     |
| Colômbia · Venezuela   | Cantos de trabajo das Planícies da Colômbia e Venezuela                                                                         | 2017             | [ 17 ]     |
| Croácia                | Canto ojkanje | 2010             | [ 18 ]     |
| Egito                  | Marionetas de guante tradicionais                                                                                               | 2018             | [ 2 ]      |
| Emirados Árabes Unidos | Al Sadu, tecido tradicional dos Emirados Árabes Unidos                                                                          | 2011             | [ 19 ]     |
| Emirados Árabes Unidos | ‘Al-Azi’, representação de poemas de elogio, orgulho e dignidade moral                                                          | 2017             | [ 20 ]     |
| França                 | Cantu in paghjella, canto profano e litúrgico tradicional da Córsega                                                            | 2011             | [ 21 ]     |
| Guatemala              | Cerimónia de La Paach | 2013             | [ 22 ]     |
| Irão                   | Competências tradicionais de construção e pilotagem dos lenjes, barcos iranianos do Golfo Pérsico                               | 2011             | [ 23 ]     |
| Irão                   | Naqqāli, narração dramática iraniana                                                                                            | 2011             | [ 24 ]     |
| Indonésia              | Dança Saman | 2011             | [ 25 ]     |
| Indonésia              | Noken: bolso multifuncional de nós ou tecido do artesanato papu                                                                 | 2012             | [ 26 ]     |
| Quênia                 | Tradiciones e práticas vinculadas aos kayas nos bosques sagrados dos mijikendas                                                 | 2009             | [ 27 ]     |
| Quênia                 | Dança isukuti das comunidades isukha e idakho do oeste do Quénia                                                                | 2014             | [ 28 ]     |
| Quênia                 | Enkipaata, Eunoto e Olng’esherr, três ritos de passagem masculinos da comunidade masai                                          | 2018             | [ 2 ]      |
| Quirguistão            | Ala-kiyiz e Shyrdak: arte tradicional quirguiz de fabrico de tapetes de feltro                                                  | 2012             | [ 29 ]     |
| Letônia                | Espaço cultural dos suiti | 2009             | [ 30 ]     |
| Macedônia do Norte     | Glasoechko, canto masculino a duas vozes do Baixo Polog                                                                         | 2015             | [ 31 ]     |
| Mali                   | Sanké mon, rito de pesca coletiva na lagoa de Sanké                                                                             | 2009             | [ 32 ]     |
| Mali                   | Sociedade secreta dos Kôrêdugaw, rito de sabedoria do Mali                                                                      | 2011             | [ 33 ]     |
| Mauritânia             | Epopeia moura T’heydinn | 2011             | [ 34 ]     |
| Marrocos               | ‘Taskiwin’, dança marcial do Alto Atlas ocidental                                                                               | 2017             | [ 35 ]     |
| Mongólia               | Biyelgee mongol, dança popular tradicional mongol                                                                               | 2009             | [ 36 ]     |
| Mongólia               | Tuuli mongol: epopeia mongol | 2009             | [ 37 ]     |
| Mongólia               | Música tradicional para tsuur                                                                                                   | 2009             | [ 38 ]     |
| Mongólia               | Técnica musical de canto popular longo dos intérpretes da flauta limbe – respiração circular                                    | 2011             | [ 39 ]     |
| Mongólia               | Caligrafia mongol | 2013             | [ 40 ]     |
| Mongólia               | Ritual para amansar as camelas                                                                                                  | 2015             | [ 41 ]     |
| Mongólia               | Práticas mongóis tradicionais de veneração de sítios sagrados                                                                   | 2017             | [ 42 ]     |
| Paquistão              | Suri Jagek, prática meteorológica e astronómica baseada na observação do sol, luna e estrelas em relação com a topografia local | 2018             | [ 2 ]      |
| Peru                   | Eshuva, rezas cantadas em harákmbut do povo huachipaire do Peru                                                                 | 2011             | [ 43 ]     |
| Portugal               | Fabrico tradicional de chocalhos                                                                                                | 2015             | [ 44 ]     |
| Portugal               | Processo de fabrico da louça negra de Bisalhães                                                                                 | 2016             | [ 45 ]     |
| Síria                  | Teatro de sombras | 2018             | [ 2 ]      |
| Turquia                | Silvo turco | 2017             | [ 46 ]     |
| Ucrânia                | Cantos cossacos da região de Dnipropetrovsk                                                                                     | 2016             | [ 47 ]     |
| Uganda                 | Bigwala: dança e música de trompas de abóbora do Reino de Busoga (Uganda)                                                       | 2012             | [ 48 ]     |
| Uganda                 | Empaako: sistema onomástico tradicional das comunidades batooro, banyoro, batuku, batagwenda e banyabindi do oeste do Uganda    | 2013             | [ 49 ]     |
| Uganda                 | Cerimónia de purificação dos jovens varões do povo lango do centro-norte do Uganda                                              | 2014             | [ 50 ]     |
| Uganda                 | Tradição oral de Koogere nas comunidades basongora, banyabidi e batooro                                                         | 2015             | [ 51 ]     |
| Uganda                 | Dança e música com lira arqueada do povo madi                                                                                   | 2016             | [ 52 ]     |
| Venezuela              | tradição oral mapoyo e suas referências simbólicas no território ancestral                                                      | 2014             | [ 53 ]     |
| Vietname               | Canto ca trù | 2009             | [ 54 ]     |